# Bad Fredeburg
Bad Fredeburg (bis 1995 Fredeburg) ist ein Ortsteil der Stadt Schmallenberg im Hochsauerlandkreis in Nordrhein-Westfalen.

## Geographie

### Ortschaft
Bad Fredeburg ist ein Luftkurort im Rothaargebirge und ein Kneippheilbad. Der Ort wird dem Schmallenberger Sauerland zugeordnet.

### Klima
Das Klima im 450 bis 818 m hoch gelegenen Bad Fredeburg kann als Mittelgebirgsklima mittlerer Stufe eingeordnet werden.

## Geschichte

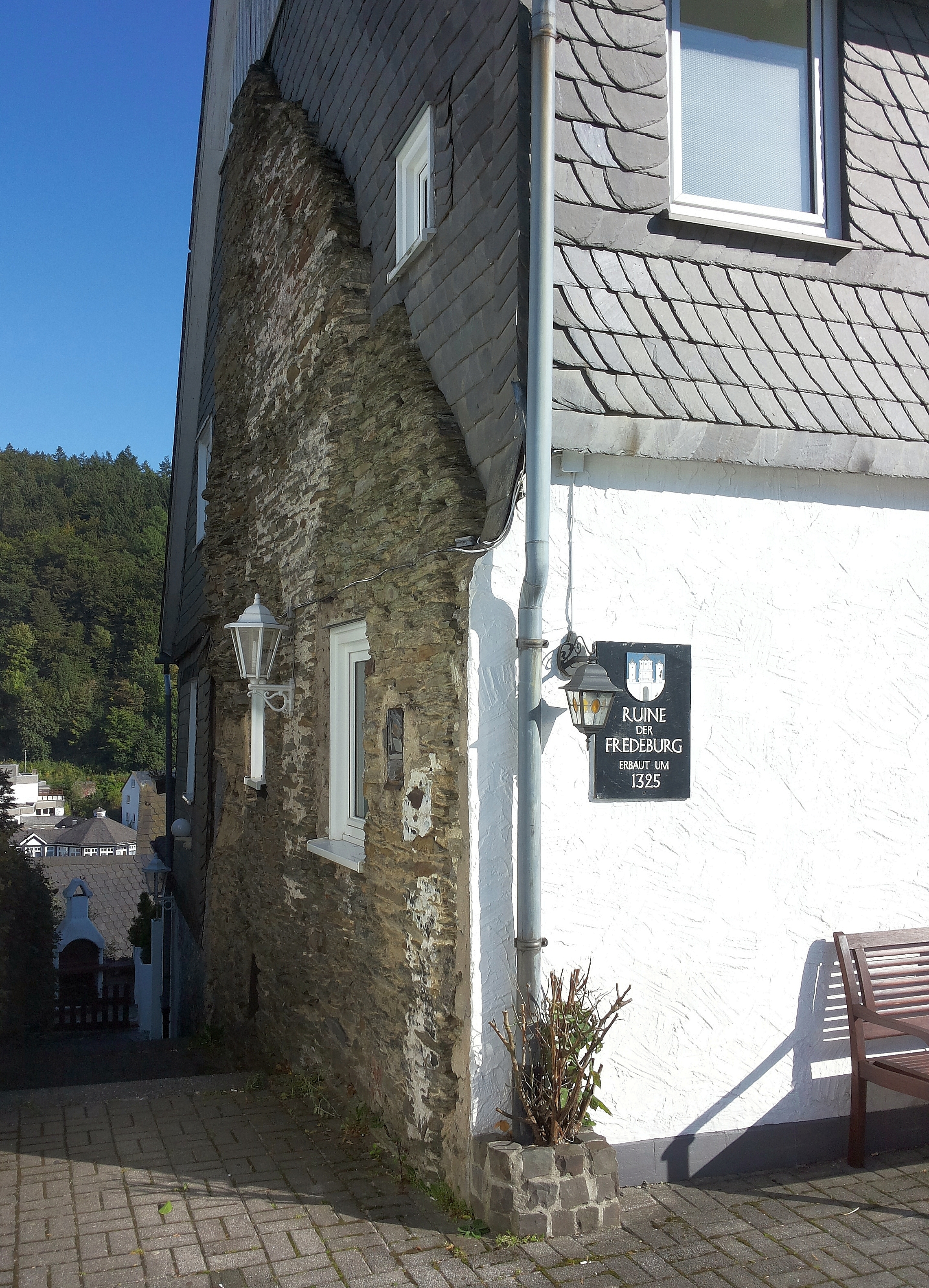
Ruine der Fredeburg

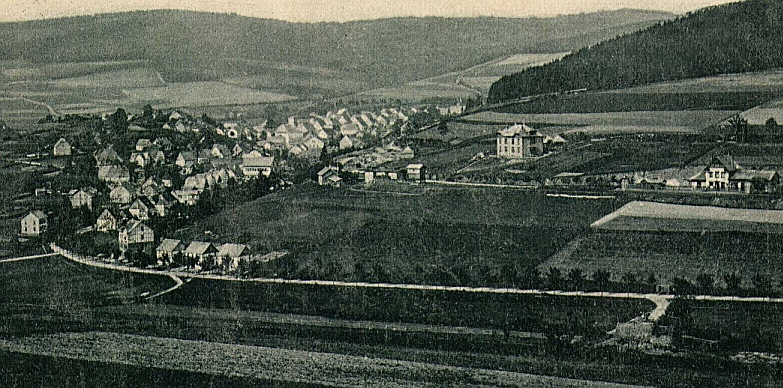
Fredeburg 1900

Im 14. Jahrhundert fehlte den Edelherren von Bilstein im östlichen Bereich ihres Gebietes ein befestigtes Zentrum. Aus diesem Grund erbaute Edelherr Dietrich III. von Bilstein in den ersten Jahrzehnten des 14. Jahrhunderts die Fredeburg. Vermutlich kam es zur gleichen Zeit zur Gründung einer kleinen Stadt außerhalb der Burg.
Nach dem Aussterben des Adelsgeschlechts fiel die Burg in den Besitz des Grafen Gottfried IV. von Arnsberg. Der erbaute im Jahre 1353 eine Kaplanei an die Fredeburger Kapelle. Nach einer Fehde mit Engelbert III. von der Mark musste Graf Gottfried IV. Fredeburg 1366 an diesen abtreten. In den folgenden Jahrzehnten der märkischen Herrschaft gab es in Fredeburg andauernd Unruhen.
Ruhe kehrte erst 1444 wieder ein, als es Erzbischof Dietrich von Moers in der Soester Fehde gelang, Fredeburg zu erobern. Im Jahre 1562 ging die Stadt als Lehen in den Besitz eines Zweiges der Familie von Bruch über, die schon eine lange Reihe von Burgmannen und Drosten in Fredeburg gestellt hatte.

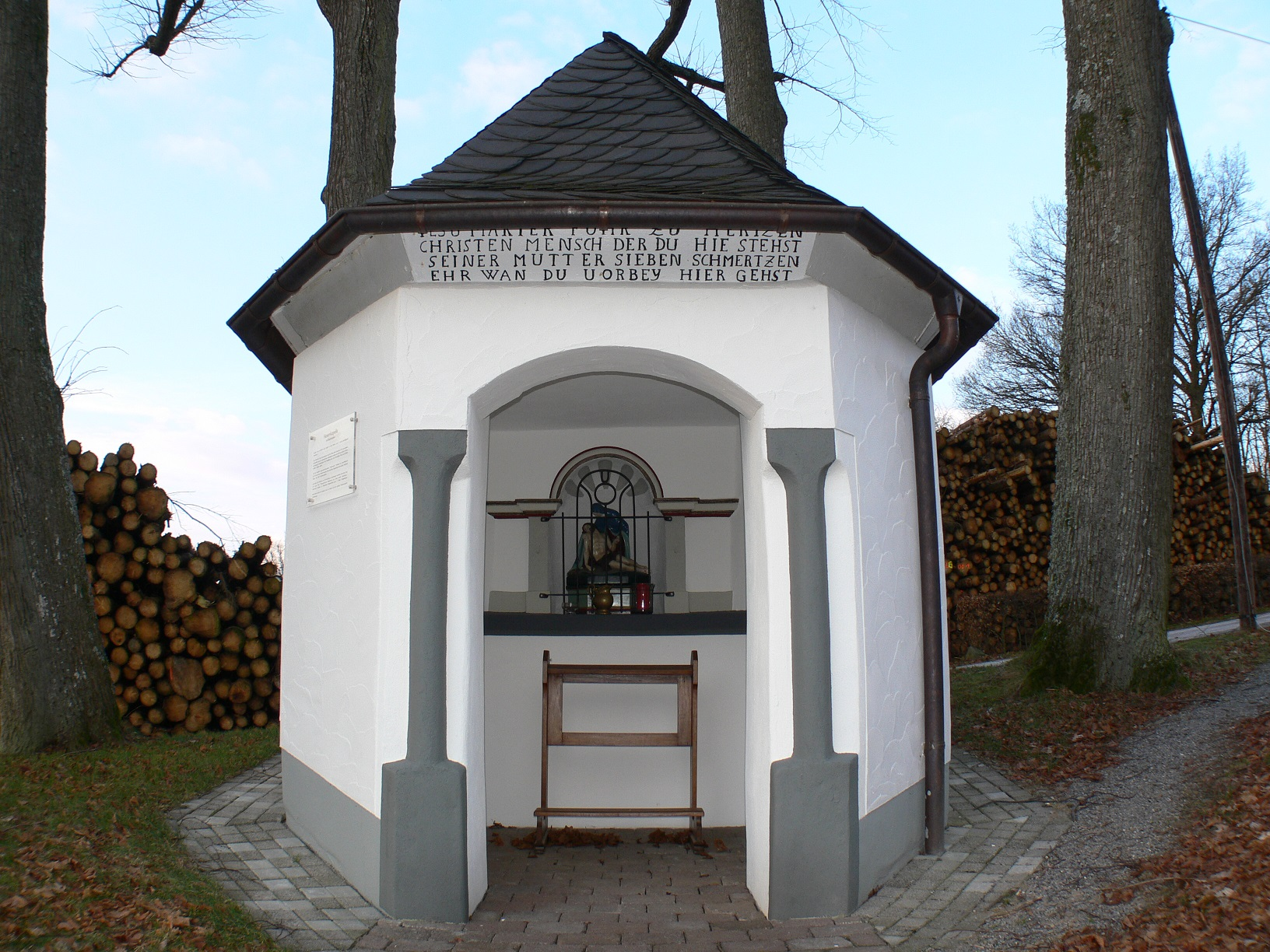
Bad Fredeburg Hexenkapelle

Im 17. Jahrhundert kam es im Amt Fredeburg und in Fredeburg zu zahlreichen Hexenprozessen. Ein Opfer der Hexenverfolgung war Ursel vom Gerwenhof. In der Nähe der Femelinde des Ortes steht eine im 18. Jahrhundert erbaute Kapelle. Dieses „Hexenkapelle“ genannte Gebäude soll an der Stelle stehen, an der die zum Tode verurteilten Hexen unmittelbar vor ihrer Hinrichtung Trost und Stärke erfleht haben. Die Kapelle wurde 2005/2006 renoviert.
Ein Stadtbrand vernichtete im Jahre 1810 die gesamte Altstadt. Im Frühjahr 1945 wurde Fredeburg im Zweiten Weltkrieg erneut beträchtlich zerstört. Bei der kommunalen Neugliederung in Nordrhein-Westfalen, die am 1. Januar 1975 in Kraft trat, verlor die Stadt ihre Selbstständigkeit und wurde ein Ortsteil der Stadt Schmallenberg. Seit 1995 ist Fredeburg ein Kneippheilbad.

## Politik

### Wappen
| Wappen der ehemaligen Stadt Fredeburg | Blasonierung: In Blau eine silberne Burg mit offenem Tor und drei Zinnentürmen mit schwarzen Spitzdächern; der mittlere über rundem Unterbau sechseckig mit zwei Zinnenkränzen, die gezinnten Seitentürme rund. Beschreibung: Das Wappen entspricht der Zeichnung der Arnsberger Wappensammlung, die sich auf das Bild eines Siegelabdrucks von 1539 stützt. Die Farben Blau-Silber und Silber-Schwarz erinnern an die frühere Zugehörigkeit zur Grafschaft Arnsberg und zum Kurfürstentum Köln. Die amtliche Genehmigung erfolgte am 18. April 1911. |

## Einrichtungen

### Öffentliche Einrichtungen

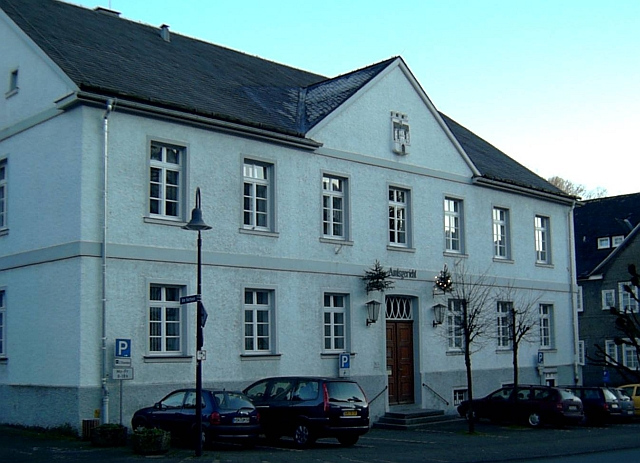
Amtsgericht Schmallenberg

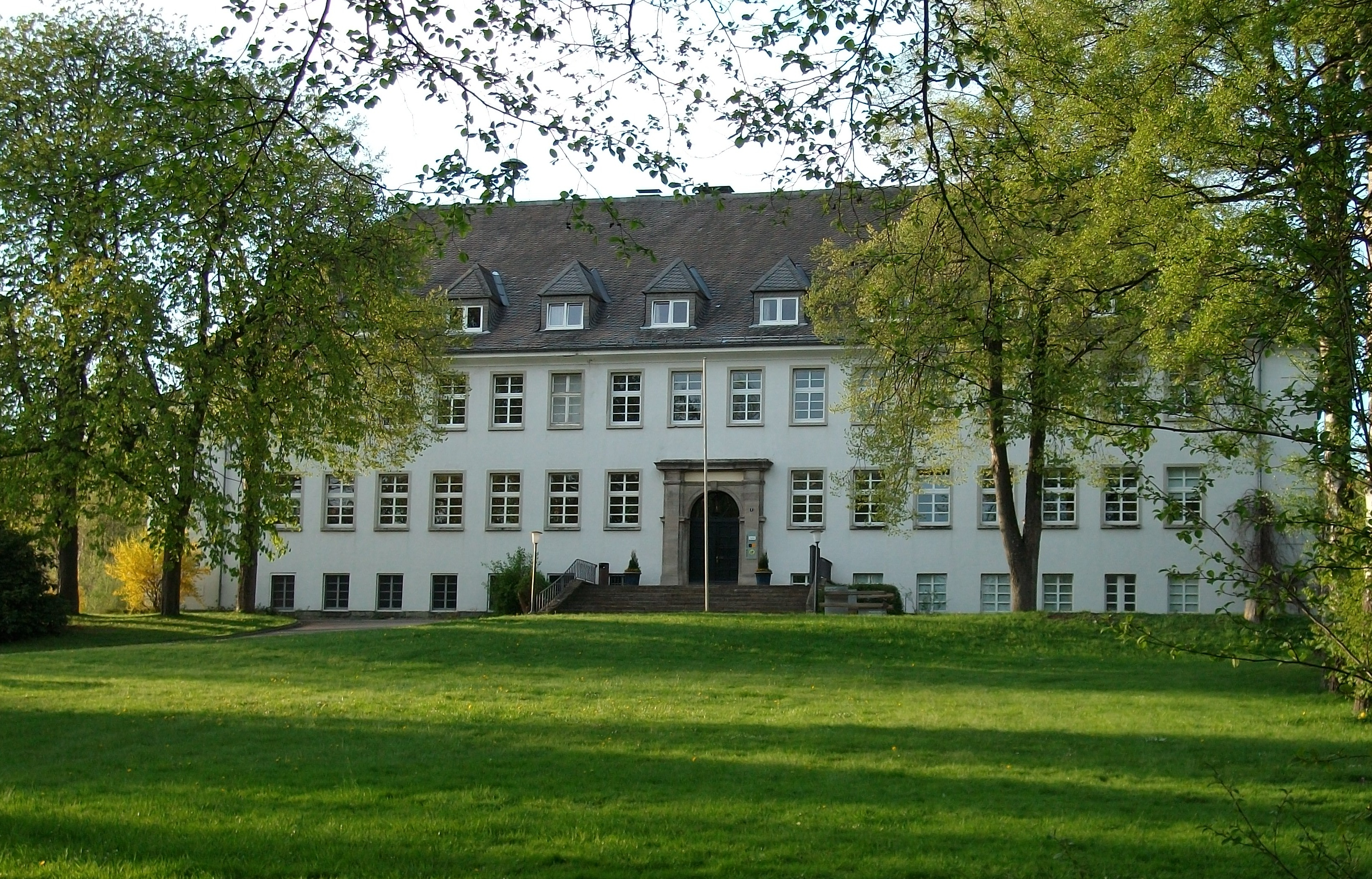
Akademie Bad Fredeburg

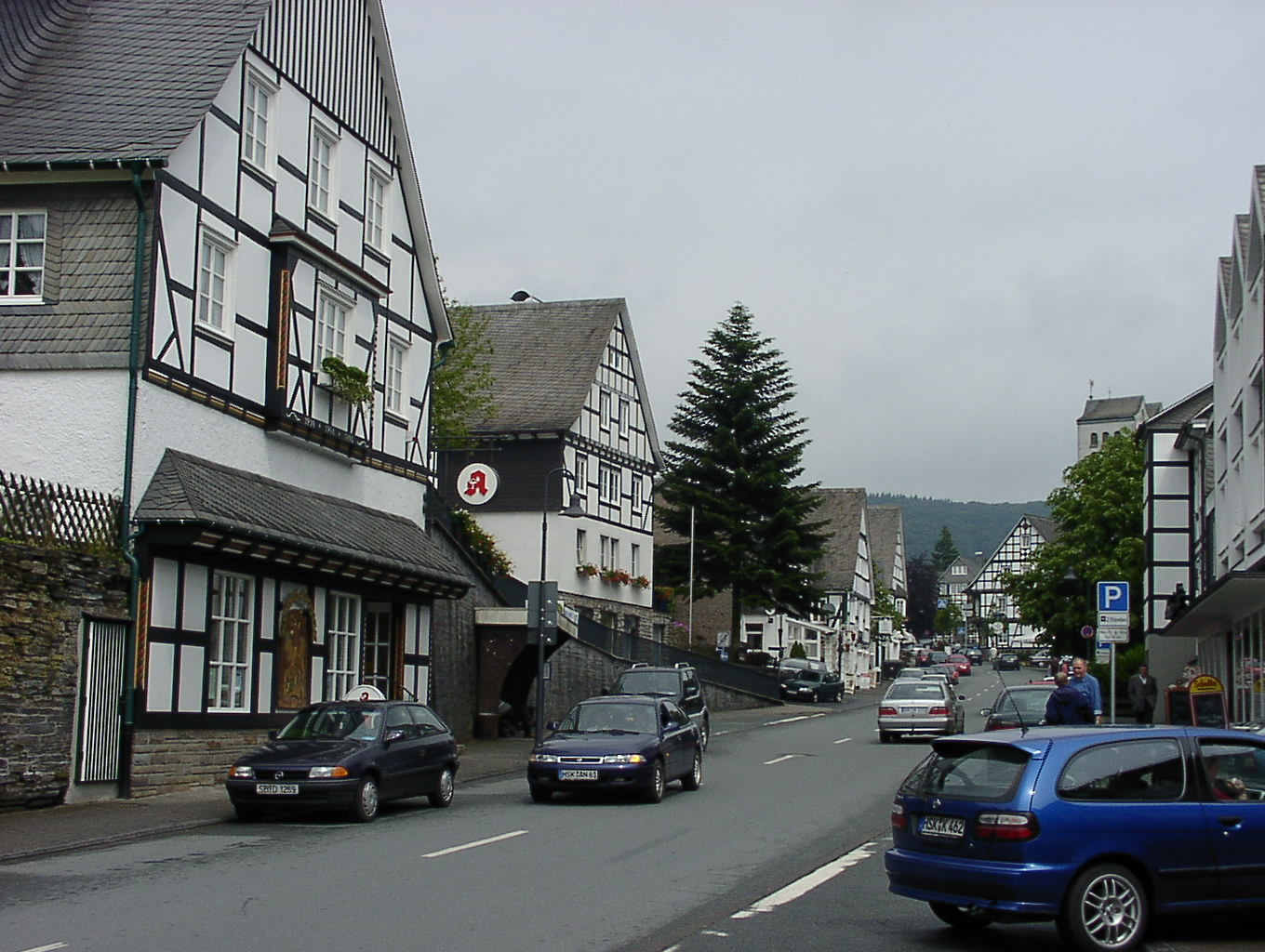
Ortsdurchfahrt L 776 (2006)

Das Amtsgericht Schmallenberg und die Polizeiwache Schmallenberg sowie die Kurverwaltung, das Musikbildungszentrum Südwestfalen, das Sauerlandbad, eine Filiale der Sparkasse Mitten im Sauerland, die Rettungswache und der DRK-Stadtverband Schmallenberg befinden sich in Bad Fredeburg.

### Krankenhäuser/Fachkliniken
Die Internistisch-Psychosomatische Fachklinik Hochsauerland mit ihrer langjährigen Tradition in der Rehabilitation psychosomatisch Kranker ist in Bad Fredeburg angesiedelt. Die Fachklinik Hochsauerland steht im engen organisatorischen Verbund mit der Fachklinik Fredeburg, einem der größten Therapiezentren für Abhängigkeitserkrankungen. Das ursprünglich in gleicher Trägerschaft befindliche St.-Georg-Krankenhaus schloss 2012 infolge einer Insolvenz.

### Schwimmbad
Das Sauerlandbad in Bad Fredeburg verfügt über verschiedene Schwimmbecken, zwei Rutschen, drei Gastronomiebereiche und eine großzügig angelegte Saunalandschaft.

### Schulen
Fredeburg verfügt über ein Schulzentrum mit Realschule, eine (katholische) Grundschule sowie das private Internat Fredeburg, dessen Schüler allerdings die örtlichen öffentlichen Schulen besuchen.

## Industrie
Das börsenorientierte Unternehmen Burgbad, ein Produzent von Badmöbeln, Licht-Sicht-Systemen und Waschtischen, hat seinen Konzernsitz in Bad Fredeburg. Die Firma Magog unterhält die einzige heute noch produzierende Schiefergrube (Fredeburger Schiefer) in Nordrhein-Westfalen.

## Kurort
Neben bewährten Therapien und medizinischen Anwendungen werden in Bad Fredeburg eine Vielzahl ambulanter Angebote Aquafitness, Rückenschule, Powergymnastik, Wandern, Walking oder Nordic Walking durchgeführt, die der Prävention dienen. Eine zusätzliche therapeutische Besonderheit ergibt sich in Bad Fredeburg aus der Speläotherapie im Abela-Heilstollen.

## Sakralbauten

### Heilig-Kreuz-Kapelle
Sehenswert ist die Pfarrkapelle Heilig-Kreuz.

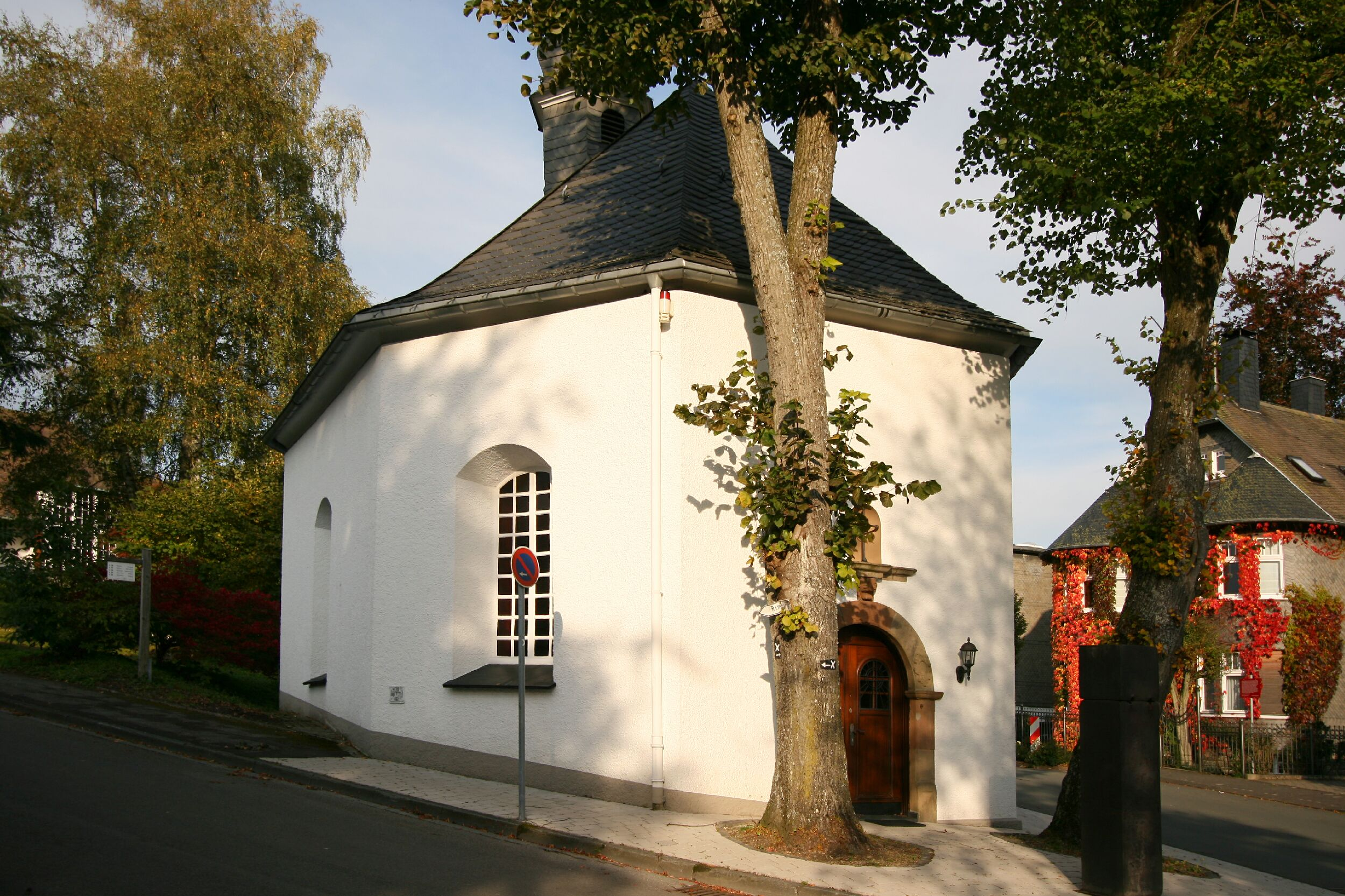
Kapelle Bad Fredeburg
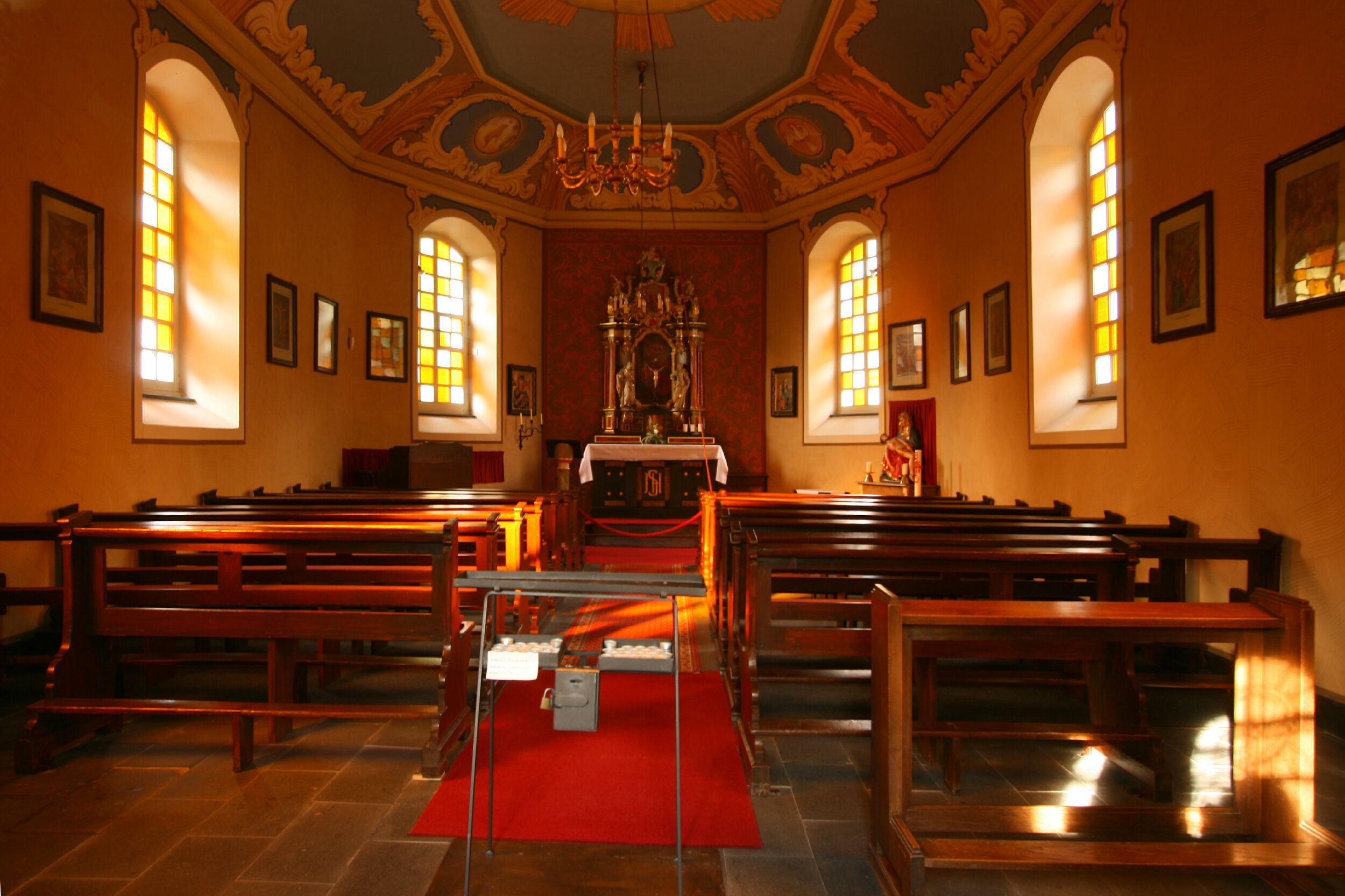
Innenansicht Kapelle Bad Fredeburg
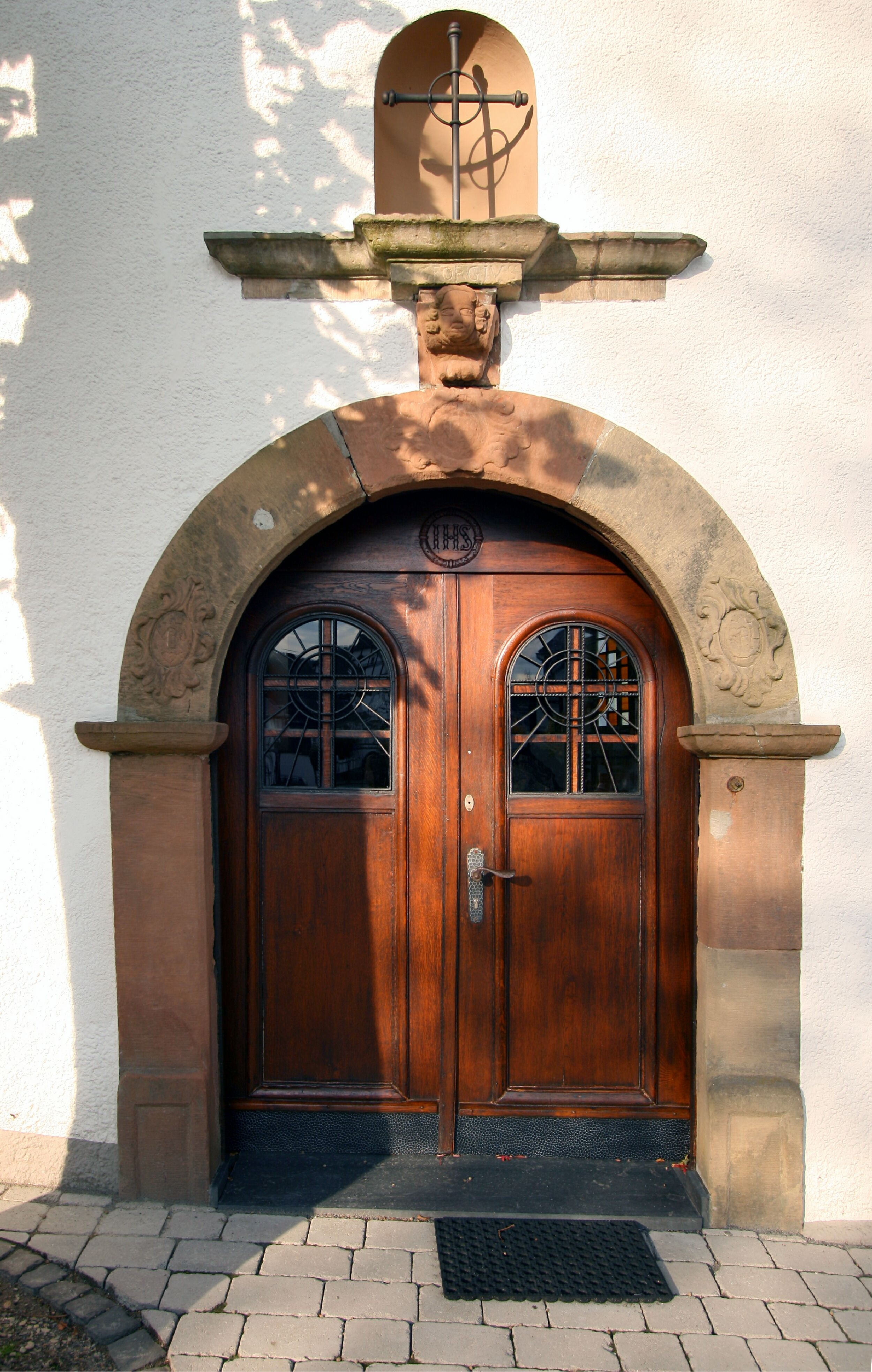
Eingangsportal Kapelle Bad Fredeburg

### Pfarrkirche
Die Basilika wurde zwischen 1923 und 1933 anstelle des Vorgängers gebaut.

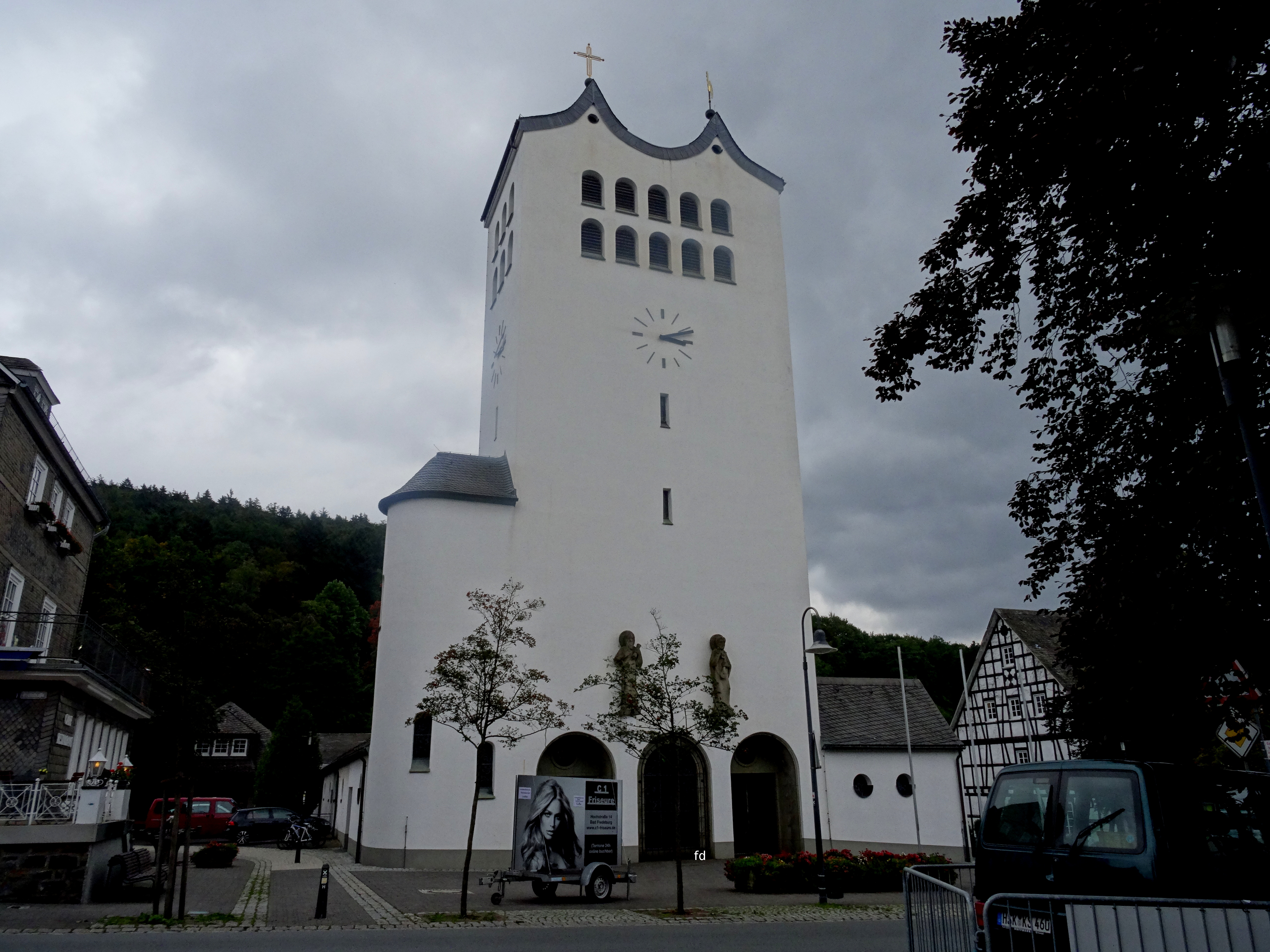
Pfarrkirche Bad Fredeburg

## Verkehr
Der Bahnhof Fredeburg lag an der Bahnstrecke Altenhundem–Wenholthausen. Der Personenverkehr endete bereits 1964 und die Gleise waren bis 2006 abgebaut. Durch Bad Fredeburg verläuft außerdem die Bundesstraße 511, hier beginnt auch die wichtige überregionale Landesstraße 776 in Richtung Bestwig, Rüthen, Paderborn. Die Ortsumgehung der Landesstraße 776 Bad Fredeburg wurde am 8. September 2023 für den Verkehr freigegeben.

## Söhne und Töchter der Stadt
- Arnold Becker (1853–1928), Großhandelskaufmann, Firmengründer und Kommunalpolitiker
- Joseph Hengesbach (1860–1940), katholischer Publizist
- Franz Schäfer (1879–1958), Jurist und Hochschullehrer
- Rudolf zur Bonsen (1886–1952), Verwaltungsjurist und Regierungspräsident
- Bernhard Menne (1901–1968), Journalist und Publizist (u. a. Chefredakteur der Welt am Sonntag)
- Josef Schüttler (1902–1972), Politiker der CDU (MdL von 1946 bis 1949, danach von 1949 bis 1960 Mitglied des Bundestages, anschließend von 1960 bis 1968 Arbeitsminister in Baden-Württemberg)
- Michael Soeder (1921–2008), Arzt und Schriftsteller
- Dieter Ruddies (1921–2015), Kommunalpolitiker und Unternehmer
- Karl Föster (1915–2010), Autor und Träger des Bundesverdienstkreuzes am Bande
- Paul Tigges (1922–2006), Autor und Träger des Bundesverdienstkreuzes am Bande
- Pater Paul-Heinz Guntermann (1930–2006), Referent im Katholischen Auslandssekretariat der Deutschen Bischofskonferenz und war von 1981 bis 1993 dessen Leiter.
- Günther Schauerte (* 1954), Archäologe und stellvertretender Generaldirektor der Staatlichen Museen zu Berlin
- Heribert Vollmer (* 1964), Informatiker und Hochschullehrer